# جوزپه زینو
جوزپه زینو (ایتالیایی: Giuseppe Zeno؛ زادهٔ ۸ مهٔ ۱۹۷۶) بازیگر اهل ایتالیا است.
از فیلم‌ها یا مجموعه‌های تلویزیونی که وی در آن‌ها نقش داشته‌است، می‌توان به سونات سکوت، واحد ضد مافیا، خانواده سوپرانو، افسران پلیس،  مادر مافیا و حریم شکسته اشاره نمود.